# Anthracophorides capeneri
Anthracophorides capeneri är en skalbaggsart som beskrevs av Schein 1955. Anthracophorides capeneri ingår i släktet Anthracophorides och familjen Cetoniidae. Inga underarter finns listade i Catalogue of Life.